# Уснея
Усне́я, иначе Лесная борода (лат. Usnea) — род лишайников семейства Пармелиевые, включающий в себя около 300 видов, распространённых в различных климатических зонах, но особенно широко в умеренной лесной зоне.

## Описание
Слоевище усней желтовато-зелёное, различной длины, нередко до 1—2 м, кустистое или в виде «бороды». Для рода Уснея характерно присутствие в центре слоевищных веток прочного осевого цилиндра, образованного плотным сплетением гиф. Ветви обычно с фибриллами, реже без них. Апотеции окружены венцом фибрилл.
Все виды этого рода — эпифиты на коре и ветвях деревьев, реже встречаются на камнях, заборах, брёвнах.

### Химический состав

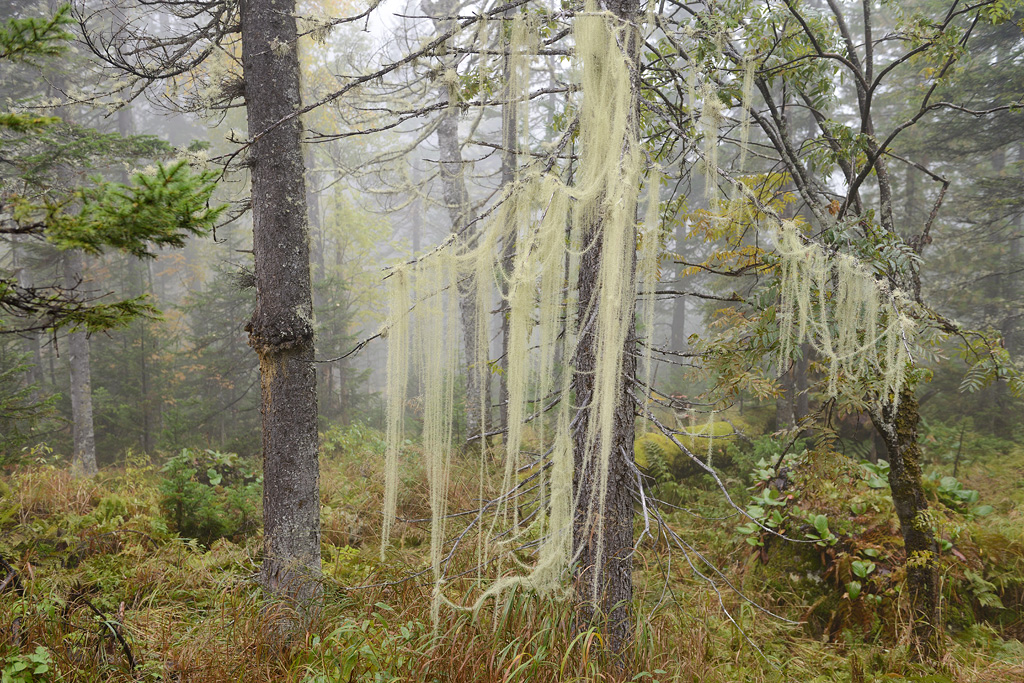
Уснея в Байкальском заповеднике

В уснеях в большом количестве содержится специфическая для лишайников усниновая кислота, обладающая сильными антибиотическими свойствами.

## Некоторые виды
- Usnea articulata (L.) Hoffm., 1796 — Уснея членистая
- Usnea barbata (L.) Weber ex F.H.Wigg., 1780 — Уснея бородатая
- Usnea bismolliuscula Zahlbr., 1923 — Уснея дваждымягковатая
- Usnea cavernosa Tuck., 1850 — Уснея пещеристая
- Usnea ceratina Ach., 1810 — Уснея навощённая
- Usnea chaetophora Stirt., 1883 — Уснея щетиноносная
- Usnea dasypoga — Уснея густобородая
- Usnea diplotypus Vain., 1925 — Уснея двутипная
- Usnea filipendula Stirt., 1881 — Уснея нитчатая
- Usnea flagilescens Hav. ex Lynge, 1921 — Уснея ломающаяся
- Usnea florida (L.) Weber ex F.H.Wigg., 1780 — Уснея цветущая
- Usnea fulvoreagens (Räsänen) Räsänen, 1935 — Уснея рыжеющая
- Usnea glabrata (Ach.) Vain., 1915 — Уснея оголённая
- Usnea glabrescens (Nyl. ex Vain.) Vain., 1925 — Уснея оголяющаяся
- Usnea hirta (L.) Weber ex F.H.Wigg., 1780 — Уснея жёстковолосатая
- Usnea lapponica Vain., 1925 — Уснея лапландская
- Usnea longissima Ach., 1810 — Уснея длиннейшая
- Usnea rigida (Ach.) Motyka, 1936 — Уснея жёсткая
- Usnea roseola Vain., 1921 — Уснея розоватая
- Usnea rubicunda Nyl., 1881 — Уснея красноватая
- Usnea scabrata Nyl., 1875 — Уснея шершавая
- Usnea subfloridana Stirt., 1882 — Уснея почти цветущая
- Usnea substerilis Motyka, 1936 — Уснея почти бесплодная
- Usnea wasmuthii Räsänen, 1931 — Уснея Васмута